# Shams ed Dîn Tabrîzî
Pour les articles homonymes, voir Tabrizi.
Shams-ed-Dīn Tabrīzī ou Shams-e Tabrîzî (nom complet : محمد بن علی بن ملک‌داد تبریزی (Šams ad-Dīn Muḥammad ibn ‘Alī ibn Malik Dād-i Tabrīzī), dit شمس الدين تبریزی / شمس تبریزی — « Shams de Tabriz »), parfois appelé Shams de Tabriz en français, est un mystique soufi de langue persane, né vers 1185 à Tabriz et mort en 1247. 
Il fut le maître spirituel de Djalāl ad-Dīn, dit Rûmî, qu'il initia à la mystique musulmane. On a de lui un gros volume de Maqālāt (« propos »), recueil de dialogues, rédigés en persan, qu'il a eus avec Rumi au cours des vingt mois qu'ils ont vécu ensemble à Konya, entre 1244 et 1247.

## Biographie
Shams ed Din est un personnage peu conventionnel, dont les comportements défient régulièrement les règles établies. Ainsi, on le voit représenté (miniature dans l'infobox) à Alep, en train de jouer aux échecs avec un chrétien, ce qui ne manque pas de scandaliser ses disciples.

### Rencontre avec Rumi
Shams ed Din et Rûmî vécurent ensemble à Konya (Turquie actuelle) d'octobre 1244 à 1247, date de la disparition de Shams. On sait aussi que, durant ces quatre années, Shams s'est rendu à Damas. Certains pensent qu'il serait mort assassiné par des disciples de Rûmî. 
Rumi l'a immortalisé dans son recueil de poèmes (diwan) intitulé Dîvân-e Shams-e Tabrîzî (« Recueil des poèmes de Shams de Tabriz »).

## Dans la littérature
- Elif Shafak, Soufi, mon amour [« Forty rules of love »], Paris, 10/18, 2011, 480 p. (ISBN 978-2-264-05406-7)Roman qui met en scène la relation entre Shams et Rûmî, en parallèle avec la découverte du soufisme par une quadragénaire américaine en 2008.

## Galerie

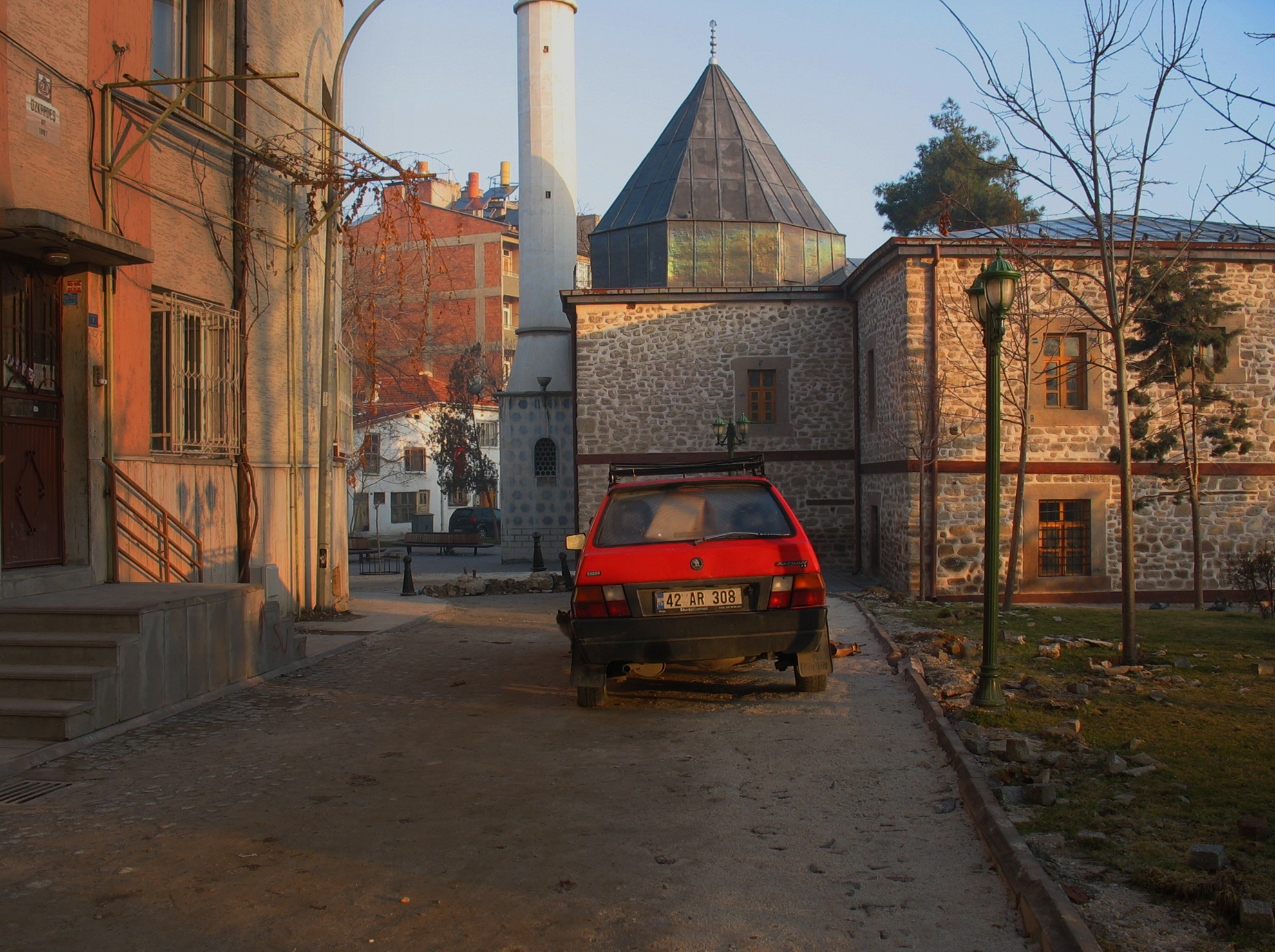
Turbe de Shams de Tabriz à Konya.
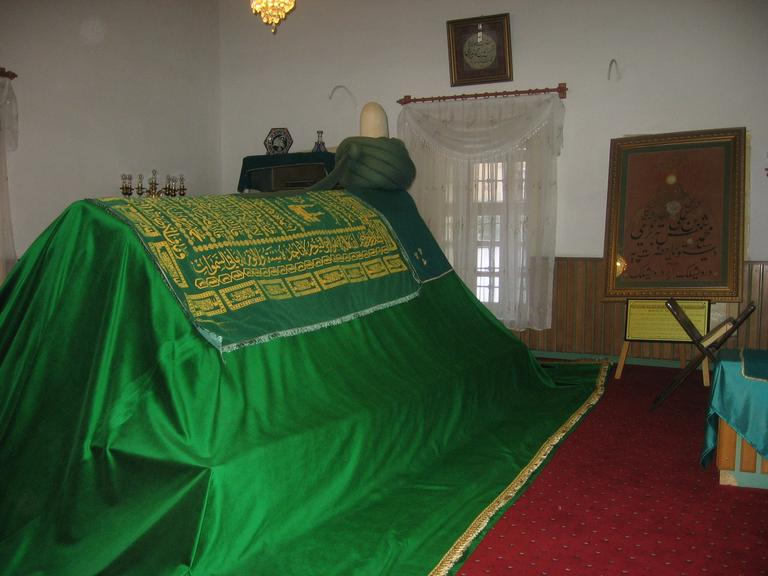
Sa tombe dans le turbe.
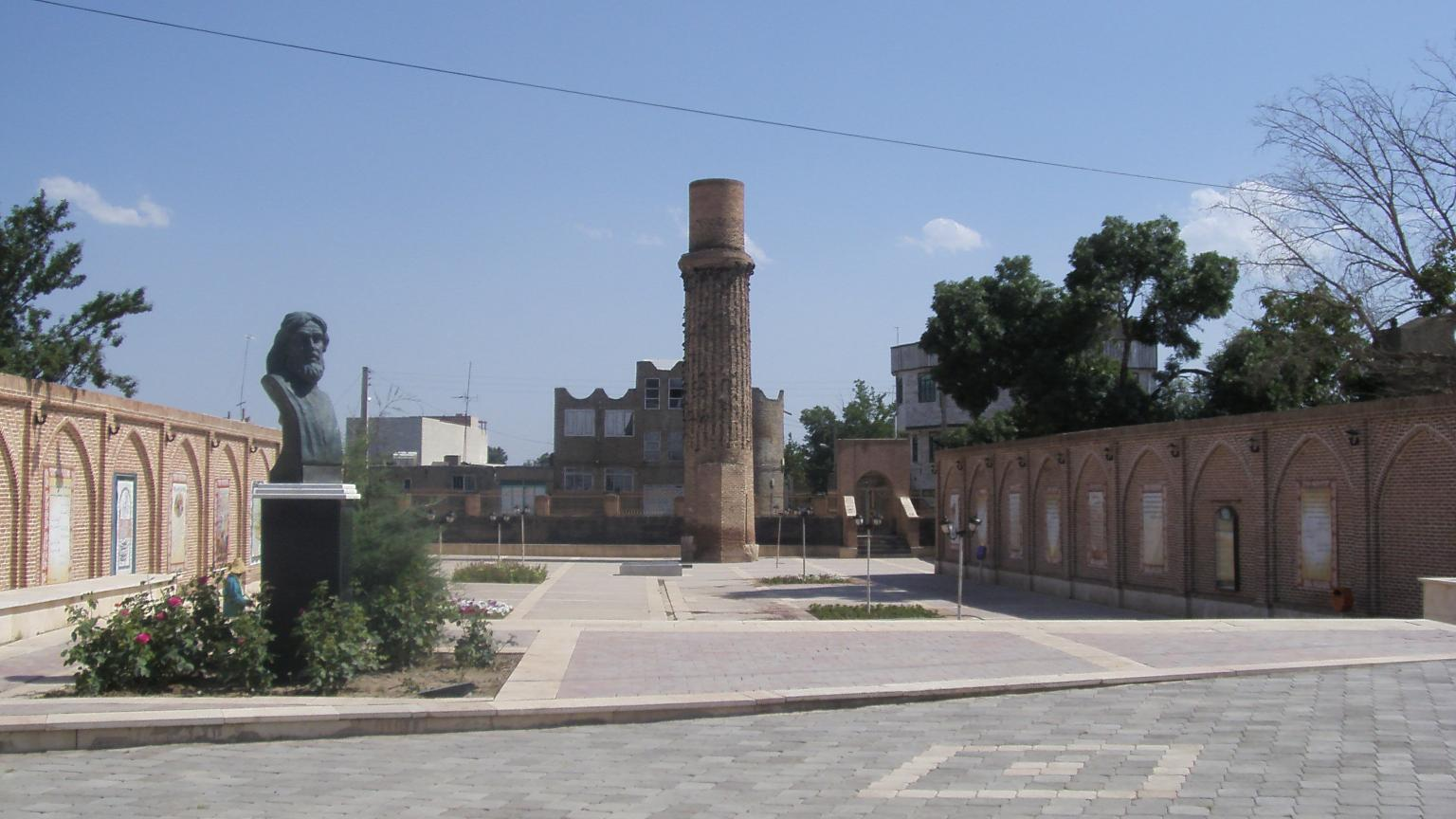
Place dédiée à Shams à Khoy: tour commémorative, tombe et buste.
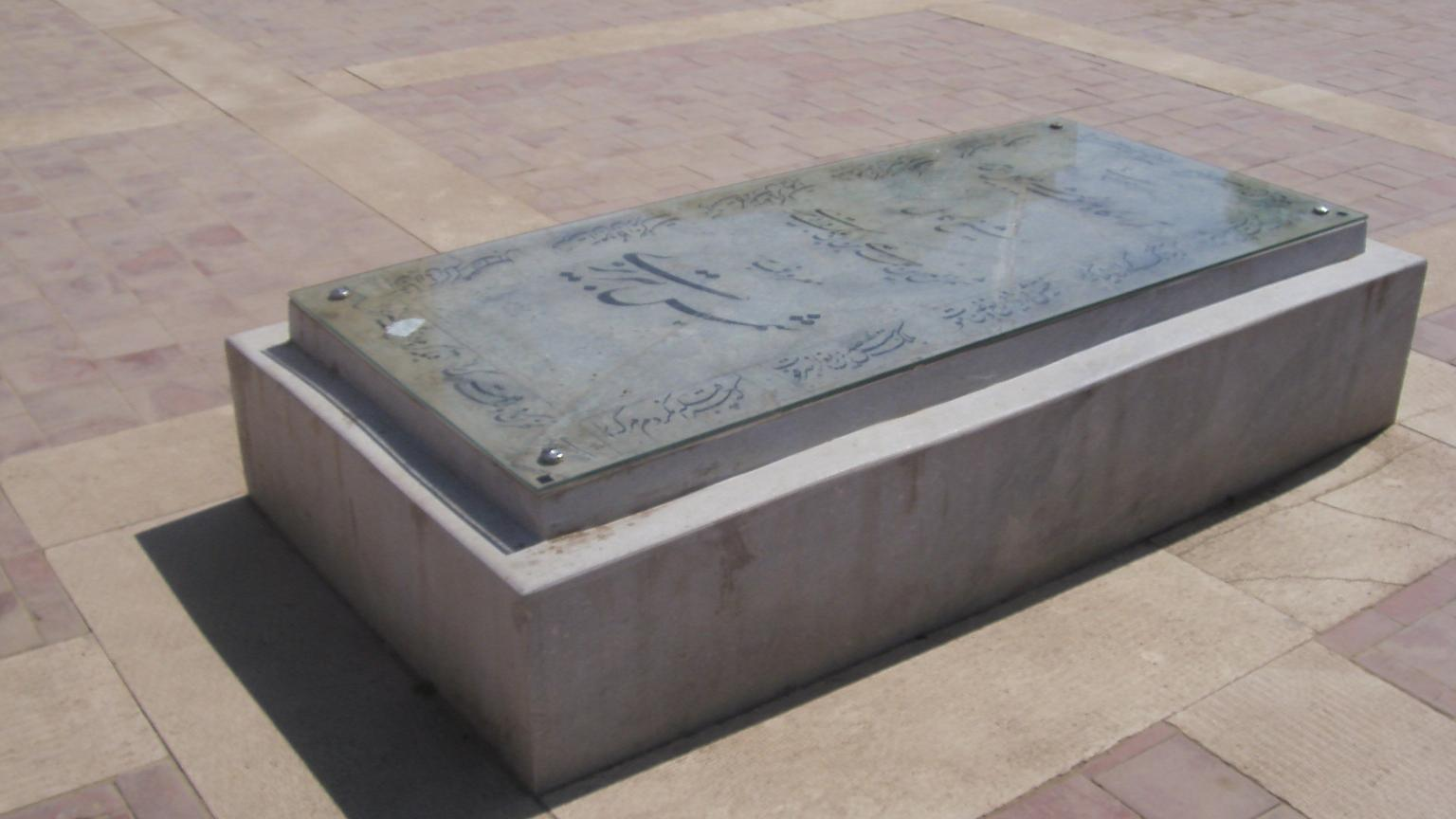
Sa tombe, à Khoy.

### Poèmes
- Mawlânâ Djalâl Od-Dîn Rûmi (trad. du persan et notes par Eva de Vitray-Meyerovitch et Mohammad Mokri), Odes mystiques. Dîvân-e Shams-e Tabrîzî, Paris, Points, coll. « Sagesses », 2003 (1re éd. 1973), 384 p. (ISBN 978-2-020-56088-7)Poèmes de Rumi dédiés à la mémoire de son maître disparu.
- "Rumi textes choisis et présentés par Leili Anvar", 2011, éd. Points, Sagesses,  (ISBN 9782757814307).